# Nastja Kolar
Nastja Kolar (* 15. Juli 1994 in Celje) ist eine ehemalige slowenische Tennisspielerin.

## Karriere
Kolar, die am liebsten auf Sandplätzen spielte, begann im Alter von acht Jahren mit dem Tennis.
Sie gewann während ihrer Karriere bisher neun Einzel- und 16 Doppeltitel des ITF Women’s Circuits. Bei einem WTA-Turnier sah man sie erstmals im Hauptfeld bei den Banka Koper Slovenia Open 2009 im Einzel und Doppel.
Seit 2012 spielt sie für die slowenische Fed-Cup-Mannschaft, konnte aber bisher keine Partie gewinnen.
Außerdem spielt sie seit 2014 in der 2. Tennis-Bundesliga für verschiedene Vereine. Ihre erste Station war beim TC Grün-Weiss Luitpoldpark München, danach wechselte sie 2015 zum Braunschweiger THC, 2016 zum TGS Bieber Offenbach, 2017 und 2018 war sie beim LTTC Rot-Weiß Berlin und 2019 spielte sie schließlich beim TC Union Münster.
Wegen Korruptionsvorwürfen wurde sie im März 2023 vorläufig suspendiert. Im Juni 2023 erhielt sie eine lebenslange Sperre und eine 175.000 Dollar Geldstrafe. Sie wurde wegen 25 Verstößen gegen Spielmanipulationen für schuldig befunden.

## Turniersiege

### Einzel
| Nr. | Datum          | Turnier             | Kategorie   | Belag           | Finalgegnerin         | Ergebnis       |
| --- | -------------- | ------------------- | ----------- | --------------- | --------------------- | -------------- |
| 1.  | August 2010    | Čakovec             | ITF $10.000 | Sand            | Paola Cigui           | 7:5, 6:4       |
| 2.  | Juni 2011      | Maribor             | ITF $25.000 | Sand            | Maša Zec Peškirič     | 7:5, 6:4       |
| 3.  | Januar 2014    | Kaarst              | ITF $10.000 | Teppich (Halle) | Natela Dsalamidse     | 4:6, 6:1, 6:4  |
| 4.  | Juni 2014      | Ystad               | ITF $25.000 | Sand            | Sandra Zaniewska      | 6:4, 6:4       |
| 5.  | Februar 2018   | Scharm asch-Schaich | ITF $15.000 | Hartplatz       | Bunyawi Thamchaiwat   | 6:2, 6:4       |
| 6.  | März 2018      | Manama              | ITF $15.000 | Hartplatz       | Tereza Mihalíková     | 6:4, 6:2       |
| 7.  | April 2018     | Scharm asch-Schaich | ITF $15.000 | Hartplatz       | Angelina Gabujewa     | 2:6, 6:4, 6:0  |
| 8.  | Oktober 2018   | Scharm asch-Schaich | ITF $15.000 | Hartplatz       | Anastassija Suchotina | 6:1, 6:1       |
| 9.  | September 2019 | Kairo               | ITF $15.000 | Sand            | Sandra Samir          | 6:3, 5:7, 7:64 |

### Doppel
| Nr. | Datum             | Turnier             | Kategorie   | Belag           | Partnerin            | Finalgegnerinnen                          | Ergebnis          |
| --- | ----------------- | ------------------- | ----------- | --------------- | -------------------- | ----------------------------------------- | ----------------- |
| 1.  | August 2009       | Velenje             | ITF $10.000 | Sand            | Polona Reberšak      | Camelia Hristea Diana Marcu               | 6:3, 6:2          |
| 2.  | August 2010       | Čakovec             | ITF $10.000 | Sand            | Polona Reberšak      | Katarína Baranová Simonka Parajová        | 6:0, 6:1          |
| 3.  | August 2013       | Pörtschach          | ITF $10.000 | Sand            | Polona Reberšak      | Giola Barbieri Giulia Sussarello          | 6:0, 2:6, [10:4]  |
| 4.  | Januar 2014       | Kaarst              | ITF $10.000 | Teppich (Halle) | Olha Jantschuk       | Vivian Heisen Linda Prekovic              | 7:5, 6:3          |
| 5.  | Juni 2014         | Ystad               | ITF $25.000 | Sand            | Yvonne Neuwirth      | Anna Danilina Xenia Knoll                 | 7:63, 3:6, [10:6] |
| 6.  | September 2014    | Monterrey           | ITF $25.000 | Hartplatz       | Chantal Škamlová     | Florencia Molinero Sopia Schapatawa       | 6:3, 2:6, [10:5]  |
| 7.  | Dezember 2014     | Ankara              | ITF $50.000 | Hartplatz       | Ekaterine Gorgodse   | Oleksandra Koraschwili Eliza Kostowa      | 6:4, 7:65         |
| 8.  | Mai 2015          | Pula                | ITF $25.000 | Sand            | Despina Papamichail  | Diana Buzean Alice Matteucci              | 6:1, 2:6, [10:8]  |
| 9.  | Mai 2015          | Maribor             | ITF $25.000 | Sand            | Ekaterine Gorgodse   | Petra Krejsová Kateřina Vaňková           | 6:2, 6:4          |
| 10. | Januar 2016       | Antalya             | ITF $15.000 | Sand            | Jasmina Tinjić       | Julia Grabher Anna Slováková              | 7:65, 3:6, [10.6] |
| 11. | April 2016        | Scharm asch-Schaich | ITF $10.000 | Hartplatz       | Mariam Bolkwadse     | Oleksandra Koraschwili Margarita Lasarewa | 7:60, 7:5         |
| 12. | Juni 2016         | Maribor             | ITF $10.000 | Sand            | Francesca Stephenson | Polona Reberšak Gabriela Talabă           | 5:7, 6:0, [10:3]  |
| 13. | April 2017        | Iraklio             | ITF $15.000 | Sand            | Jasmina Tinjić       | Tamara Čurović Camila Giangreco Campiz    | 6:1, 6:1          |
| 14. | Dezember 2017     | Kairo               | ITF $15.000 | Sand            | Rio Kitagawa         | Annick Melgers Arina Gabriela Vasilescu   | 6:2, 4:6, [10:4]  |
| 15. | Dezember 2017     | Kairo               | ITF $15.000 | Sand            | Rio Kitagawa         | Melanie Klaffner Jelena Stojanovic        | 1:6, 6:4, [10:2]  |
| 16. | 3. September 2022 | Brașov              | ITF W15     | Sand            | Bojana Marinković    | Ilinca Amariei Ioana Gașpar               | 6:4, 6:4          |